# زومبي لاند: دوبل تاب
زومبي لاند: دوبل تاب هو فيلم كوميدي أميركي بعد نهاية العالم من إخراج روبن فليشر وكاتبه ريت ريس وبول ويرنيك وديفيد
كالهام وهو تكملة لفلم زومبي لاند الذي صدر عام 2009.
من المقرر أن يصدر الفيلم في الولايات المتحدة في 11 أكتوبر 2019 بواسطة كولومبيا بيكتشرز.

## القصة
ينتقل كل من كولومبوس وتلاهاسي وويتشيتا وليتل روك إلى قلب أمريكا حيث يواجهون الزومبي.

## روابط خارجية
- زومبي لاند: دوبل تاب على موقع IMDb (الإنجليزية)
- زومبي لاند: دوبل تاب على موقع ميتاكريتيك (الإنجليزية)
- زومبي لاند: دوبل تاب على موقع روتن توميتوز (الإنجليزية)
- زومبي لاند: دوبل تاب على موقع قاعدة بيانات الأفلام العربية
- زومبي لاند: دوبل تاب على موقع ألو سيني (الفرنسية)
- زومبي لاند: دوبل تاب على موقع Turner Classic Movies (الإنجليزية)
- زومبي لاند: دوبل تاب على موقع أول موفي (الإنجليزية)
- زومبي لاند: دوبل تاب على موقع بوكس أوفيس موجو (الإنجليزية)
- زومبي لاند: دوبل تاب على موقع فيلمافينيتي (الإسبانية)
- زومبي لاند: دوبل تاب على موقع قاعدة بيانات الأفلام السويدية (السويدية)